# (1768) Appenzella
(1768) Appenzella – planetoida z pasa głównego planetoid okrążająca Słońce w ciągu 3 lat i 307 dni w średniej odległości 2,45 au. Została odkryta 23 września 1965 roku w Observatorium Zimmerwald w Szwajcarii przez Paula Wilda. Nazwa planetoidy pochodzi od Appenzell, regionu w Szwajcarii. Przed jej nadaniem planetoida nosiła oznaczenie tymczasowe (1768) 1965 SA.